# Колбель (остановочный пункт)
Колбель (пол. Kołbiel) — остановочный пункт железной дороги (платформа пассажирская), размещенный в деревне Карписка в гмине Колбель (в расстояние около 4 километров от села Колбель), в Мазовецком воеводстве Польши. Имеет 1 платформу и 1 путь. 
Остановочный пункт на железнодорожной линии Варшава-Восточная — Дорогуск, построен в 1996 году. 